# 亚历克斯·威尔逊 (足球运动员)
亚历克斯·威尔逊（英語：Alex Wilson，1933年10月29日—2010年7月29日），苏格兰前男子足球运动员，1954年完成代表队首秀。他曾代表苏格兰代表队参加1954年国际足联世界杯，结果队伍止步小组赛阶段。